# Paculla cameronensis
Paculla cameronensis là một loài nhện trong họ Tetrablemmidae.
Loài này thuộc chi Paculla. Paculla cameronensis được Shear miêu tả năm 1978.